# Chryseida superciliosa
Chryseida superciliosa is een vliesvleugelig insect uit de familie Eurytomidae. De wetenschappelijke naam is voor het eerst geldig gepubliceerd in 1840 door Spinola.